# William Rose Benét
William Rose Benét (* 2. Februar 1886 in Fort Hamilton, Brooklyn, New York; † 4. Mai 1950 in New York City) war ein US-amerikanischer Dichter und Herausgeber.

## Leben
Benét war der Sohn des Offiziers James Walker Benét und dessen Frau Frances Neill Rose. Ab 1904 besuchte er die Albany Academy (Highschool), danach besuchte er die Sheffield Scientific School der Yale University. Bis zu seinem Abschluss 1907 gab er dort die Zeitschriften Yale Record und Yale Courant heraus. Auch erste Gedichte entstanden. Zeit seines Lebens trat Benet fortan als Literaturjournalist, Herausgeber und Autor von Gedichten hervor.
1911 wurde er Redakteur des Century Magazine, das er ab 1914 als „assistant editor“ mit herausgab. Am Ersten Weltkrieg nahm er als Freiwilliger der Luftfahrtabteilung des U.S. Army Signal Corps (eines Vorläufers der United States Air Force) teil, zu deren Bodenpersonal er gehörte. Nach dem Krieg wurde er „assistant editor“ der Zeitschrift The Nation's Business.
Ab 1920 schrieb er für die New York Evening Post, deren Literaturbeilage Literary Review er zusammen mit Henry Seidel Canby, Amy Loveman und Christopher Morley begründete. 1924 begründeten dieselben Autoren die Saturday Review of Literature, für die Benét bis zu seinem Tod als Kolumnist und Herausgeber tätig war. 1933 wurde er in die American Academy of Arts and Letters gewählt.
Benét war viermal verheiratet: in erster Ehe ab 1912 mit Teresa Frances Thompson († 1919), mit der er drei Kinder hatte, in zweiter Ehe ab 1923 mit der Schriftstellerin Elinor Wylie († 1928), in dritter Ehe ab 1832 mit der Schauspielerin Lora Baxter und nach der Scheidung 1937 ab 1941 zuletzt mit der Kinderbuchautorin Marjorie Flack (1887–1958).
Sein jüngerer Bruder Stephen Vincent Benét war ebenfalls Schriftsteller.

## Werk
Benéts Lyrik ist von einer romantischen Grundstimmung und exotischen Bildern gezeichnet. Mit der Veröffentlichung seines Gedichtbands „The Burglar of the Zodiac and Other Poems“ (1918) zeigte er aber auch modernere Einflüsse.
Für The Dust Which Is God (1941), eine Autobiografie in Gedichten, erhielt Benét 1942 den Pulitzer-Preis für Lyrik.
Patriotische, propagandistische Gedichte im Sinne der amerikanischen Regierung enthält der Band Day of Deliverance, der 1944 – mitten im Zweiten Weltkrieg – erschien.
Benéts The Reader's Encyclopedia (Enzyklopädie des Lesers) gilt in den USA als Standardnachschlagewerk zur Weltliteratur.

## Werke

### Lyrik
- Merchants from Cathay, 1913
- The Falconer of God, 1914
- The Great White Wall, 1916
- The Burglar of the Zodiac, 1918
- Perpetual Light, 1919
- Moons of Grandeur, 1920
- Man possessed, 1927
- Rip Tide, 1932
- Starry Harness, 1933
- Golden Fleece, 1935
- With Wings as Eagles, 1940
- Dust which is God, 1941
- Stairway of Surprise, 1947
- Spirit of the Scene, 1961
- Day of Deliverance, 1944

### Roman
- The First Person Singular, 1922

### Kinderbuch
- The Flying King of Kurio, 1926
- Adolphus the Adopted Dolphin, 1941
- Mother Goose (Sammlung seiner Kinderreime)

### Sachbuch
- Saturday Papers. Essays on literature from the Literary Review, 1921 (Mitautor)
- Wild Goslings, 1927 (Essays)
- The Reader's Encyclopedia, 1948

### Herausgeberschaft
- Paul Claudel: The East I know (Mitübersetzer), 1914
- Prose and Poetry of Elinor Wylie, 1932
- Fifty Poets, 1933
- From Robert and Elizabeth Browning (Korrespondenz), 1936
- Oxford Anthology of American Literature, 1938 (Mitherausgeber)
- The Poetry of Freedom, 1948 (Mitherausgeber)

### Vertonungen
Einige von Benéts Gedichten wurden vertont:
- Ritual für Gesang und Klavier von Victor Babin, 1950
- A Ballad of Jesse James für Chor von Earl George, 1957
- Song heard in Sleep für Chor von Gardner Read, 1958